# Greg Drummond
Greg Drummond (n. 3 februarie 1989, Forfar⁠(d), Scoția, Regatul Unit) este un jucător de curl ce a reprezentat Scoția, medaliat olimpic. A participat la o ediție a Jocurilor Olimpice (2014) în care a câștigat o medalie de argint.

## Participări
Lista de mai jos prezintă principalele competiții la care a participat Greg Drummond de-a lungul carierei.
- curling at the 2014 Winter Olympics – men's tournament[*]